# Oltreadda Lodigiano
L'Oltreadda Lodigiano è una zona geografica posta a nord-est della città di Lodi, oltre l'Adda, ma nella provincia omonima al confine con la provincia di Cremona, cui è legata a livello geografico, ma separata dal punto di vista amministrativo.
La zona è contraddistinta da un'economia tipicamente agricola, seppur negli anni del secondo dopoguerra si è assistito ad un incremento della produzione industriale e una vivace attività terziaria.
I centri più significativi sono quelli di Dovera e Spino d'Adda che appartengono alla diocesi di Lodi, ma non alla stessa provincia.

## Estensione territoriale e comuni
L'Oltreadda Lodigiano è limitato a sud-ovest dall'Adda e sui restanti lati dalla provincia di Cremona, gran parte dei suoi confini sono privi di difese naturali. L'Oltreadda Lodigiano è un'area che raggruppa 4 comuni:
| Stemma | Comune           | In dialetto Lodigiano | Superficie | Abitanti  |
| ------ | ---------------- | --------------------- | ---------- | --------- |
|        | Abbadia Cerreto  | Serè                  | 6,20 km²   | 289 ab.   |
|        | Boffalora d'Adda | Bufalòra              | 8,13 km²   | 1 747 ab. |
|        | Corte Palasio    | Curt Palasi           | 15,68 km²  | 1 540 ab. |
|        | Crespiatica      | Crespiàdega           | 7,03 km²   | 2 257 ab. |

Tra i comuni posti oltre l'Adda ma in diocesi di Lodi (in provincia di Cremona) abbiamo altri 2 comuni e 2 frazioni di Pandino (escluso quindi il capoluogo) che possono essere inclusi in una definizione estensiva del territorio lodigiano. Essi sono:
| Stemma | Comune o frazione | In dialetto Cremasco | Superficie | Abitanti  |
| ------ | ----------------- | -------------------- | ---------- | --------- |
|        | Dovera            | Duéra                | 20,65 km²  | 3 889 ab. |
|        | Gradella          | Gradèla              | -          | 250 ab.   |
|        | Nosadello         | Nusadel              | -          | 1 212 ab. |
|        | Spino d'Adda      | Spì                  | 20,02 km²  | 6 895 ab. |

## Territorio e ambiente
Il clima dell'Oltreadda Lodigiano è quello tipico della pianura padana. Differenze minime si riscontrano tra i paesi lungo posti lungo l'Adda con un clima leggermente più moderato di quelli dell'interno quali Gradella e Nosadello.

## Storia
Storicamente il territorio pur essendo sempre stato conteso così come la vicina Gera d'Adda è appartenuto per molto tempo alla diocesi di Lodi. Attualmente coincide con il vicariato di Spino d'Adda della diocesi.
Durante la seconda guerra mondiale il capoluogo subì una rappresaglia da parte dei tedeschi.

## Monumenti e luoghi d'interesse

### Architetture religiose

#### Chiese parrocchiali
| Località                 | Prov. | Patrono                                          | Immagine |
| ------------------------ | ----- | ------------------------------------------------ | -------- |
| Abbadia Cerreto          | LO    | Assunzione della Beata Vergine Maria             |          |
| Boffalora d'Adda         | LO    | Natività della Beata Vergine Maria               |          |
| Cadilana (Corte Palasio) | LO    | Natività della Beata Vergine Maria               |          |
| Corte Palasio            | LO    | San Giorgio Martire                              |          |
| Crespiatica              | LO    | Sant'Andrea Apostolo                             |          |
| Dovera                   | CR    | San Lorenzo Martire                              |          |
| Gradella (Pandino)       | CR    | Santissima Trinità e San Bassiano Vescovo        |          |
| Nosadello (Pandino)      | CR    | San Pantaleone Martire                           |          |
| Postino (Dovera)         | CR    | Santi Naborre e Felice Martiri                   |          |
| Roncadello (Dovera)      | CR    | Assunzione della Beata Vergine Maria             |          |
| Spino d'Adda             | CR    | San Giacomo Maggiore Apostolo                    |          |
| Tormo (Crespiatica)      | LO    | Beata Vergine Addolorata e Sant'Ambrogio Vescovo |          |

#### Santuari
Santuario della Madonna del Bosco (Spino d'Adda)

### Architetture civili
- Villa Casati Zineroni Dell'Orto
- Villa Barni (Roncadello)
- Villa Cavezzali Gabba
- Palazzo dei Vescovi (Cadilana)

## Società
L'Oltreadda Lodigiano ha conosciuto negli ultimi decenni un buon sviluppo industriale, ma conserva ancora numerose tracce di vita contadina alla quale è rimasto attaccato fino a non molto tempo fa.
Oggi nella zona, come ormai in molte altre dell'Italia e specialmente della Pianura padana, la società è divenuta multietnica, con una presenza significativa di cittadini stranieri.

### Lingua e dialetti
Il dialetto locale è un dialetto lombardo: è un dialetto lodigiano ma contiene molti termini cremaschi nei comuni della provincia mentre è un dialetto cremasco a Dovera, Gradella, Nosadello e Spino d'Adda.

### Religione
La religione maggiormente praticata è quella cattolica. Sul territorio esistono anche diversi nuclei di Testimoni di Geova.

## Infrastrutture e trasporti

### Strade
Il territorio è attraversato dalle seguenti strade:
- CR SP ex SS 415 "Paullese"
- CR SP 1 Rivolta d'Adda-Boffalora d'Adda
- CR SP 91 Pandino-Bisnate
- Strada statale 472 Bergamina

e dalle seguenti strade storiche:
- Via Pandina
- Antica Strada Regina

### Piste ciclabili
- Ciclabile del Canale Vacchelli
- Greenway dell'Adda Sud